# Bioelemento
Los bioelementos o elementos biogénicos son los elementos químicos  presentes en los seres vivos. La materia viva está constituida por 25 a 30 de elementos. No obstante, alrededor del 96 % de la masa de la mayoría de las células está constituida por seis elementos. carbono (C), hidrógeno (H), oxígeno (O), nitrógeno (N), fósforo (P) y azufre (S), que abundan mucho más en la materia viva que en la que se encuentra en el resto de la corteza terrestre.

## Tipos de bioelementos
Según su intervención en la constitución  de las biomoléculas, los bioelementos se clasifican en primarios y secundarios.

### Bioelementos primarios
Los bioelementos primarios son los elementos indispensables para formar las biomoléculas orgánicas (glúcidos, lípidos, proteínas y ácidos nucleicos); constituyen el 96 % de la materia viva. Son el carbono(C), el hidrógeno(H), el oxígeno(O), el nitrógeno(N), el fósforo(P) y el azufre(S) 
- Carbono: forman largas cadenas carbono- mediante enlaces simples  o dobles  así como estructuras cíclicas. Pueden incorporar una gran variedad , lo que da lugar a una variedad enorme de moléculas distintas. Los enlaces que forma son lo suficientemente  fuertes como para formar compuestos estables y a la vez son susceptibles de romperse sin excesiva dificultad. Por esto, la vida está constituida por carbono y no por  un átomo con la configuración electrónica de su capa de valencia igual a la del carbono. El hecho es que las cadenas silicio-silicio no son estables y las cadenas de silicio y oxígeno son prácticamente inalterables, y mientras el dióxido de carbono, es un gas soluble en agua, su equivalente en el silicio, , es un cristal sólido, muy duro e insoluble .

- Hidrógeno: además de ser uno de los componentes de la molécula de agua, indispensable para la vida y muy abundante en los seres vivos, forma parte de los esqueletos de carbono de las moléculas orgánicas. Puede enlazarse con cualquier bioelemento.

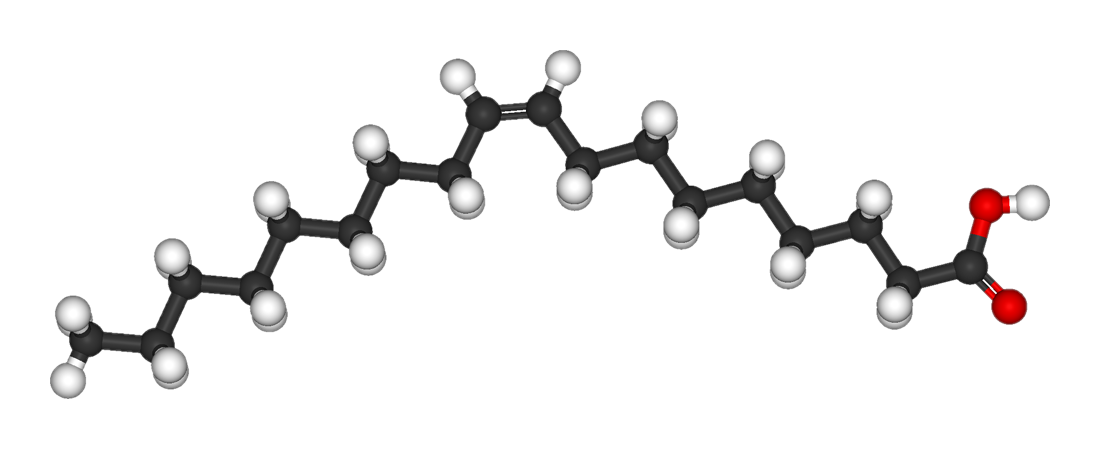
Ácido oleico, una cadena de 18 átomos de carbono (bolas negras); las bolas blancas son átomos de hidrógeno y las rojas átomos de oxígeno.

- Oxígeno: es  un elemento muy electronegativo que permite la obtención de energía  mediante la respiración aeróbica. Además, forma enlaces  polares con el hidrógeno, dando lugar a grupos funcionales polares solubles en agua (-OH, -CHO, -COOH).

- Nitrógeno: principalmente como grupo amino (-NH2.) presente en las proteínas ya que forma parte de todos los aminoácidos. También se halla en las bases nitrogenadas de los ácidos nucleicos.  Prácticamente todo el nitrógeno es incorporado al mundo vivo como ion  nitrato, por las plantas. El gas nitrógeno solo es  aprovechado por  algunos organismos fijadores de nitrógeno del suelo y algunas cianobacterias.

- Fósforo. Se halla principalmente como grupo fosfato (PO43-) formando parte de los nucleótidos. Forma enlaces ricos en energía que permiten su fácil intercambio (ATP).

- Azufre. Se encuentra sobre todo como radical sulfhidrilo (-SH) formando parte de muchas proteínas, donde crean enlaces disulfuro esenciales para la estabilidad de la estructura terciaria y cuaternaria. También se halla en la coenzima A, esencial para diversas rutas metabólicas universales, como el ciclo de Krebs.

### Bioelementos secundarios
Los bioelementos secundarios se encuentran en menor proporción en todos los seres vivos, en forma iónica, en proporción de 3.9 %. Se clasifican en dos grupos: los indispensables y los variables.
Bioelementos secundarios indispensables (oligoelementos). Están presentes en todos los seres vivos. Los más abundantes son el sodio, el potasio, el magnesio y el calcio. Los iones sodio, potasio y cloruro intervienen en el mantenimiento del grado de salinidad del medio interno y en el equilibrio de cargas a ambos lados de la membrana. Los iones sodio y potasio son fundamentales en la transmisión del impulso nervioso; el calcio en forma de carbonato da lugar a caparazones de moluscos y al esqueleto de muchos animales. El ion calcio actúa en muchas reacciones, como los mecanismos de la contracción muscular, la permeabilidad de las membranas, etc.  El  magnesio es un componente de la clorofila y de muchas enzimas. Interviene en la síntesis y la degradación del ATP, en la replicación del ADN y en su estabilización, etc.
- Calcio (Ca)
- Sodio (Na)
- Potasio (K)
- Magnesio (Mg)
- Cloro (Cl)
- Hierro (Fe)
- Yodo (I)
- Cobre (Cu)
- Flúor (F)

Bioelementos  secundarios variables. Están presentes en algunos seres vivos. 
- Boro  (B)
- Bromo (Br)
- Manganeso (Mn)
- Silicio  (Si)
- Cromo   (Cr)
- Zinc (Zn)
- Aluminio (Al)
- Yodo (I)
- Cobalto (Co)
- Litio (Li)

## Clasificación de los bioelementos
Los bioelementos se clasifican de la siguiente forma 
- Bioelementos mayoritarios. Se presentan en una proporción comprendida del 95% de la masa de un ser vivo. Son: Oxígeno (O), carbono (C), hidrógeno (H), nitrógeno (N), calcio (Ca), fósforo (P), azufre (S), cloro (Cl) y sodio (Na).
- Bioelementos traza. Están presentes en una proporción comprendida entre el 0,1% y el 0,0001% del peso de un ser vivo. Entre otros se incluye silicio (Si), magnesio (Mg) y cobre  (Cu).
- Bioelementos ultratraza. Se presentan en cantidades inferiores al 0,0001%, por ejemplo el yodo (I), el manganeso (Mn) o el cobalto (Co).

Los elementos traza y ultratraza suelen ser denominados en su conjunto, oligoelementos (o elementos temporales), ya que el prefijo griego "oligo-" significa "poco", para denotar su escasa presencia en los seres vivos. Se han aislado 60 oligoelementos, pero de ellos solo 14 se consideran comunes en casi todos los seres vivos.[cita requerida]

## Proporción de los bioelementos
La proporción de los diversos bioelementos es muy diferente a la que hallamos en la atmósfera, la hidrosfera o la corteza terrestre; ellos indican que la vida ha seleccionado aquellos elementos que le son más adecuados para formar sus estructuras y realizar sus funciones. Por ejemplo, el carbono representa aproximadamente un 20 % del peso de los organismos, pero su concentración en la atmósfera, en forma de dióxido de carbono es muy baja, de manera que los seres vivos extraen y concentran este elemento en sus tejidos.
La siguiente tabla muestra la proporción de algunos bioelementos en el cuerpo humano comparada con la que tienen en el resto de la Tierra:
| Elemento       | Litosfera- atmósfera- hidrosfera (%) | Cuerpo humano (%) |
| Oxígeno (O)    | 50,02                                | 62,81             |
| Carbono (C)    | 0,18                                 | 19,37             |
| Hidrógeno (H)  | 0,95                                 | 9,31              |
| Nitrógeno (N)  | 0,03                                 | 5,14              |
| Calcio (Ca)    | 3,22                                 | 1,38              |
| Fósforo (P)    | 0,11                                 | 0,64              |
| Azufre (S)     | 0,11                                 | 0,63              |
| Sodio (Na)     | 2,36                                 | 0,26              |
| Potasio (K)    | 2,28                                 | 0,22              |
| Cloro (Cl)     | 0,20                                 | 0,18              |
| Magnesio (Mg)  | 2,08                                 | 0,04              |
| Flúor (F)      | 0,10                                 | 0,009             |
| Hierro (Fe)    | 4,18                                 | 0,005             |
| Aluminio (Al)  | 7,30                                 | 0,001             |
| Manganeso (Mn) | 0,08                                 | 0,0002            |
| Silicio (Si)   | 25,80                                | 0.0048            |

## Tabla periódica y bioelementos
| H  |    |    |    |    |    |    |    |    |    |    |    |    |    |    |    |    | He |
| Li | Be |    |    |    |    |    |    |    |    |    |    | B  | C  | N  | O  | F  | Ne |
| Na | Mg |    |    |    |    |    |    |    |    |    |    | Al | Si | P  | S  | Cl | Ar |
| K  | Ca | Sc | Ti | V  | Cr | Mn | Fe | Co | Ni | Cu | Zn | Ga | Ge | As | Se | Br | Kr |
| Rb | Sr | Y  | Zr | Nb | Mo | Tc | Ru | Rh | Pd | Ag | Cd | In | Sn | Sb | Te | I  | Xe |
| Cs | Ba | La | Hf | Ta | W  | Tr | Os | Ir | Pt | Au | Hg | Tl | Pb | Bi | Po | At | Rn |
| Fr | Ra | Ac |    |    |    |    |    |    |    |    |    |    |    |    |    |    |    |
|    |    |    |    |    |    |    |    |    |    |    |    |    |    |    |    |    |    |

| Bioelementos primarios | Bioelementos primarios | Bioelementos primarios | Bioelementos primarios | Bioelementos secundarios indispensables | Bioelementos secundarios indispensables | Bioelementos secundarios indispensables | Bioelementos secundarios indispensables |  |